# Liste von Basketballvereinen in Ägypten
Diese Liste ist eine Aufstellung von Basketballvereinen in Ägypten.
| Verein                            | Logo | Ort                          | Nationale Meisterschaften                                                                | Sportstätte                                 | Webadresse und Sonstiges          | Einzelnachweise |
| --------------------------------- | ---- | ---------------------------- | ---------------------------------------------------------------------------------------- | ------------------------------------------- | --------------------------------- | --------------- |
| Horse Owners' Club (Ashab Aljead) |      | Alexandria                   |                                                                                          |                                             |                                   | [ 1 ]           |
| Olympic Club / Olympi             |      | Alexandria                   |                                                                                          | El Olympi Arena                             |                                   | [ 2 ]           |
| Smouha SC                         |      | Alexandria                   |                                                                                          | Smouha Arena                                |                                   | [ 3 ]           |
| Sporting Alexandria               |      | Alexandria                   | 2013, 2015, 2018                                                                         | Sporting Club Hall                          | https://www.alexsportingclub.com/ | [ 4 ]           |
| Misr Insurance                    |      | Alexandria                   |                                                                                          | The Arab Contractors Hall                   |                                   | [ 5 ] [ 6 ]     |
| Al Ittihad Al-Sakndary            |      | Alexandria                   | 1979, 1982, 1983, 1984, 1986, 1987, 1990, 1992, 1995, 1999, 2009, 2010, 2020             | Kamal Shalaby Hall                          | https://www.itthadclub.com/       | [ 7 ] [ 8 ]     |
| Al Geish Army                     |      | Kairo                        |                                                                                          | Tala'ea El Gaish Hall                       |                                   | [ 9 ]           |
| Aviation Club                     |      | Kairo                        |                                                                                          |                                             |                                   |                 |
| Al Zohour SC                      |      | Kairo                        |                                                                                          |                                             |                                   | [ 10 ]          |
| Telecom Egypt                     |      | Kairo                        |                                                                                          |                                             |                                   |                 |
| Egypt Insurance                   |      | Kairo                        |                                                                                          |                                             |                                   |                 |
| Al Gezira Cairo                   |      | Kairo (Zamalek)              | 1973, 1993, 1994, 2002, 2004, 2005, 2006, 2008, 2011, 2014, 2017                         | Cairo Stadium Indoor Halls Complex, Halle 2 |                                   | [ 11 ]          |
| Tala'ea El Gaish SC               |      | Kairo                        |                                                                                          |                                             |                                   | [ 12 ]          |
| Heliopolis SC                     |      | Kairo                        |                                                                                          |                                             |                                   | [ 13 ] [ 14 ]   |
| Al Ahly                           |      | Kairo                        | 1989, 2000, 2001, 2012, 2016, 2022, 2023                                                 | Al Ahly Sports Hall                         | https://alahlyegypt.com/ar        | [ 15 ] [ 16 ]   |
| El Shams SC                       |      | Kairo                        |                                                                                          |                                             |                                   | [ 17 ]          |
| El Teram                          |      | Kairo                        |                                                                                          |                                             |                                   |                 |
| Gezert El Ward                    |      | Kairo                        |                                                                                          |                                             |                                   | [ 18 ]          |
| Desouk (Desoq)                    |      | Disuk                        |                                                                                          |                                             |                                   | [ 19 ]          |
| Al Zamalek SC / Zamalek BC        |      | Gizeh                        | 1974, 1975, 1976, 1977, 1978, 1980, 1981, 1988, 1991, 1997, 1998, 2003, 2007, 2019, 2021 | Abdulrahman Fawzi Hall                      |                                   | [ 20 ]          |
| Suez Canal SC (El Qanah FC)       |      | Ismailia                     |                                                                                          |                                             |                                   | [ 21 ]          |
| Tanta SC                          |      | Tanta                        |                                                                                          | Tanta Arena                                 |                                   |                 |
| Madinat as-Sadis min Uktubar SC   |      | Madinat as-Sadis min Uktubar |                                                                                          |                                             |                                   |                 |

Die Tabelle erhebt keinen Anspruch auf Vollständigkeit.